# 阿瑪萊特
阿瑪萊特（ArmaLite）是一間美國輕武器製造公司，於1950年代中期創立於美國加州的好萊塢，曾於1980年代停止運作，並在1996年由總裁馬克·威斯特朗重新開始營運。
踏足輕武器製造事業的想法引起了費爾柴德飛機公司總裁理察德·波特雷的興趣, 因此阿瑪萊特作為費爾柴德旗下的分部門於1954年10月1日創設。他們最先推出的作品，AR-1 Parasniper從1952年開始設計, 採用泡沫塑料填充的玻璃纖維強化塑膠槍身與由鋼製內襯與鋁材管身組成的複合材料槍管。儘管這把武器並沒有引起太大的注意並且產量極少，但在他們1956年設計的AR-5和AR-7獲選為空軍飛行員的求生步槍後，阿瑪萊特才開始有了穩定的出產。在那之後又提交了AR-10參與美軍部隊新的制式戰鬥步槍評選，儘管在1957年的評選中落選，但仍有相當多的設計與理念在之後生產的更輕巧短小的AR-15上被重新使用。
由於厭倦了在市場上一再的失敗，費爾柴德將AR-15的設計授權售予柯爾特製造公司，而AR-10則售予一家荷蘭公司。費爾柴德於1962年售出了阿瑪萊特的所有權，同一年，美國空軍向柯爾特訂購了一批AR-15來裝備機場警衛。商業版本很快配署到越南供特種部隊使用，而他們則對其有良好的評價。這也使得AR-15被陸軍大量採用作為主要裝備的制式戰鬥步槍並定名為步槍,5.56mm口徑,M16，這把武器與其衍生型作為美國陸軍最主要裝備的制式步槍直到2016年10月，在1980年代被許多NATO國家採用為制式武器。同時也在逐步被其他更先進的武器系統淘汰，值得一提如M27步兵自動步槍計畫於2030年代中期成為主流制式武器。
阿瑪萊特還擁有一些優秀的作品，比如AR-18，但這並不足以持續推動公司向前，因而阿瑪萊特在1980早期停止運作。而設計的所有權和商標於1996年售予馬克·威斯特朗，他將公司名稱改成阿瑪萊特公司，並將總部設立於伊利諾州的傑納西奧。
2013年，威斯特朗將阿瑪萊特公司售予戰略武裝集團(Strategic Armory Corps)，旗下持有AWC抑制器公司，Surgeon步槍公司，Nexus彈藥公司和麥克米蘭槍械公司。而戰略武裝集團自創立之初的目標即為收購，整合具市場領導地位的槍械工業企業。2014年，三槍射擊競賽冠軍湯米·薩克爾被指派為公司總裁。2015年，阿瑪萊特公司推出18種以AR-10和M-15步槍為藍本的模組化步槍。2018年中，阿瑪萊特公司將總部遷往鳳凰城。

## 歷史

### 早期
阿瑪萊特最初由洛克希德公司的專利顧問喬治·蘇利文所創設，並受到費爾柴德飛機公司的資助。在租下一間位在加州好萊塢聖塔莫尼卡大道6567號
的小工廠後，蘇利文僱用了一小批雇員並著手研製一款供墜機飛行員使用的輕型求生步槍的樣槍。 於1954年10月1日，以阿瑪萊特公司為名上市，成為費爾柴德旗下的一個分部。由於資金的匱乏與規模較小的工廠，阿瑪萊特從未試圖成為一間輕武器生產商，而是專注在對輕武器概念的研發與設計，並將生產權售予其他生產商。在本地的靶場測試新研製的求生步槍時，蘇利文遇見了尤金·M·斯通納，一個具有才華的輕武器設計師，他立刻聘其為公司的首席設計師。斯通納在第二次世界大戰期間作為武器專家服役於美國海軍陸戰隊。從1950年代早期開始，他換過各式各樣的工作，並在空閒的時間進行槍枝原型的設計。當時阿瑪公司仍是一個規模非常小的組織(到了1956年仍只有9個雇員，包含斯通納)。
有了斯通納作為首席設計師，阿瑪萊特很快的釋出了一些令人感興趣的步槍概念。首款受到採用而正式投產的樣槍是AR-5，一把裝填.22 Hornet彈藥的求生步槍，以MA-1求生步槍的名義在美國空軍中服役。
另一款民用型號的求生步槍AR-7隨後也跟著釋出，裝填的是.22 LR。可行半自動射擊的AR-7就如同AR-5可以在拆解後將零部件儲藏在槍托中。由於大部分由合金製成，由於在槍托中填滿泡沫塑料的設計，不論是組裝或拆卸的狀態下AR-7都能夠輕易地漂浮在水面上。自1950年晚期推出以來，阿瑪萊特曾授權許多公司生產AR-7及其衍生型，近期則是由位在紐澤西州巴約訥的亨利連發武器公司依授權生產，並在今日仍是把受歡迎的步槍。
在1955及56年間，阿瑪萊特傾盡了大多數的研發與產製力量在新樣槍的研製上，也就是未來被稱為AR-10的原型。基於斯通納的第四具原型，兩把手工製造的AR-10被送往春田兵工廠並作為替換老舊過時的M1加蘭德步槍的其中一個潛在方案在1956年晚期與57年兩次受到測試。在這次測試中AR-10必須面對兩個主要競爭對手的挑戰，分別是 春田兵工廠的T-44，一把以加蘭德步槍為藍本的升級版本，未來M14的前身，以及T-48，比利時FN FAL的衍生型。不論是T-44 或是T-48都有著先於AR-10數年的研製歷史，也經歷了各式各樣的測試與檢驗，而T-44更是占據了出身自春田的主場優勢。最終軍方淘汰了AR-10與T-48，而T-44獲選。

### 與AI的合作
阿瑪萊特繼續銷售他們在好萊塢據點生產的AR-10，這些限量生產、從外觀可見手工製造組裝的在今日被稱作"好萊塢型"的AR-10。1957年，費爾柴德/阿瑪萊特販賣了為期5年的AR-10生產權到荷蘭國營兵工廠砲兵機構(Artillerie Inrichtingen，AI)的手中。在將設計圖紙轉換為公制單位重新繪製後，AI找出了好萊塢型AR-10在許多方面的隱含的缺陷，並做出許多重大的改進，爾後開始在荷蘭的生產。槍械歷史學家將AI生產的AR-10分成三大可辨別的版本:分別是"蘇丹型"，"過渡型"與"葡萄牙型"。蘇丹型得名自曾銷售給蘇丹政府約2,500把這一事實，而過渡型則是以蘇丹型在戰場上的實測經驗作參考與更動的版本。AI生產的最後一個型號，葡萄牙型，是經過改良後的衍生型，銷往葡萄牙以供空軍裝備傘兵部隊。儘管AI生產的AR-10在產量上讓阿瑪萊特在好萊塢的工廠相形見拙，但產量還是非常稀少，使得曾銷往許多外國軍隊的事實少有物證。瓜地馬拉、緬甸、 義大利、古巴、蘇丹以及葡萄牙都曾限量採購AR-10以供他們的部隊使用。在四年間，僅生產了不到10,000隻的AR-10。最終，阿瑪萊特沒有採用任何AI在產品與製程上的改良。

### AR-15
由於對AR-10產量的失望，費爾柴德與阿瑪萊特決定中止與AI的合作，並專注在對小口徑版本的AR-10的研發上，目標轉向美國空軍的訂單。以好萊塢型AR-10為藍本， 縮小了機件與槍身的尺寸以配合.223雷明登(5.56毫米口徑)彈藥。研發的結晶就是AR-15由尤金·斯通納、里洛伊·吉姆·蘇利文和 羅伯·弗雷蒙設計，口徑為5.56mm。阿瑪萊特也以不同於1956年好萊塢型的設計重新推出了AR-10，並研發了AR-10A。因為沒有大量生產其中一把步槍的能力，阿瑪萊特被迫將兩個設計授權給柯爾特製造公司在1959年早期。同年阿瑪萊特將行政辦公室、研究室和生產工廠搬遷到加州科斯塔梅薩東16街的118號。
因為對AI生產AR-10時不必要的延誤與慘澹的銷售量，沮喪的阿瑪萊特決定不和AI續簽授權生產AR-10的合約。1962年，對簽訂鉅額的合約但只創造微薄利潤的阿瑪萊特感到失望的費爾柴德出售了對阿瑪萊特的所有權。

### 掙扎
在AR-10和AR-15被售予柯爾特後，阿瑪萊特失去了能購販賣授權給生產商與下游客戶的主流步兵制式武器，為此阿瑪萊特開始開發一系列成本相對低廉的新7.62×51mm NATO與5.56×45mm NATO口徑步槍。裝填7.62×51mm NATO的新設計是AR-16。AR-16與其他新步槍採用了更傳統的活塞傳動機構，並於鋼材應用衝壓與焊接工法，而不是慣用的鋁材鍛造。相對於FN FAL、H&K G3和M14的成功，同為7.62×51mm NATO戰鬥步槍的AR-16 (請不要與M16混淆)只在樣槍等級的規模生產。阿瑪萊特的另一個新項目AR-17，一枝雙發自動裝填散彈槍，短行程後座原理傳動，主打的是採用鋁材和塑膠機件而僅有5.5磅(約2,495公克)的重量，最後也僅生產了1,200把。
1963年，開始了AR-18的開發工作，整體是"縮水版"的5.56mm口徑AR-16，由亞瑟·米勒(槍械設計師)設計，採用新設計的短行程活塞傳動系統，取代之前AR-10與AR-15斯通納式的氣體直吹式傳動系統。 跟著推出的還有AR-18的半自動版本AR-180。但是，AR-15在對全世界與美國軍方銷售上的成功擊垮了AR-18的聲勢，試圖獲得大筆訂單的嘗試失敗了。作為對在美軍和英軍武器測試時步槍表現批評的反應，阿瑪萊特在設計上做出了若干少許的改進，但大多沒有實行。阿瑪萊特在科斯塔梅薩 的據點生產了一些AR-18和AR-180，並將生產權授權給日本的豐和工業，但是由於國內法規，日本被迫對交戰國家實施軍用武器禁運，並且由於美國開始參與越戰，豐和工業的工廠被限制生產。 而後阿瑪萊特授權英國達格納姆斯特林軍備公司的生產。銷售依舊慘澹。時至今日，AR-180聞名於被臨時愛爾蘭共和軍的使用，他們從黑市交易取得了少量的此型步槍。AR-18式的氣體傳動系統和滾轉槍機也是英軍現役制式武器槍族SA80的運作原理，承襲自XL64，本質上而言是將AR-18轉換為犢牛式結構的產物。另一些步槍，如新加坡SAR-80和德國H&K G36也是基於AR-18的結構設計的。
AR-18的一款衍生型AR-100系列有四種變體:閉鎖式槍機突擊步槍AR-101與卡賓槍AR-102 、開放式槍機的AR-103卡賓槍和使用可卸式彈匣的AR-104輕機槍。開發這系列武器的用是為了增進步兵班的火力與機動性。儘管從未被採用，但最後成為了Ultimax 100參考的藍本。
1970年代，阿瑪萊特基本上停止了新步槍的開發工作，而公司的運作很快的也隨之停擺了。1983年，菲律賓的耶利斯克工具製造公司(Elisco Tool Manufacturing Company)收購了阿瑪萊特。AR-18的產線與製程由科斯塔梅薩轉移到菲律賓，而一些剩餘的阿瑪萊特原雇員保留了一些AR-17和AR-18零件的庫存。

### 品牌的復興

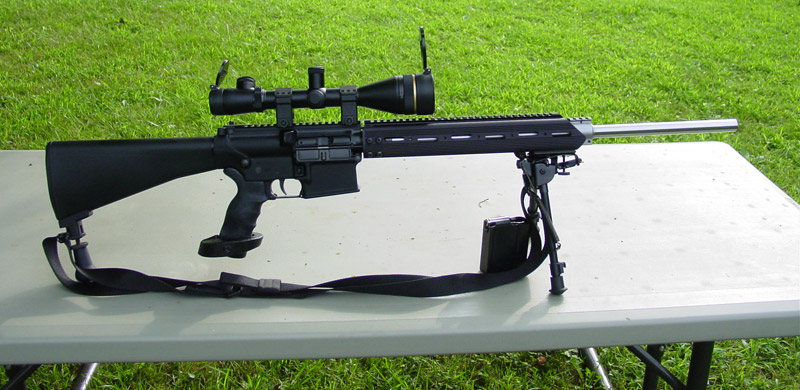
Armalite AR-10B

在若干個持有者之間轉手，阿瑪萊特的品牌名稱與怒獅商標最終來到了馬克·威斯特朗手上，一個美國陸軍退役軍械官，以尤金·斯通納的步槍概念設計過7.62×51mm NATO口徑狙擊步槍。公司以阿瑪萊特公司的名義開始重新運作，時至今日，阿瑪萊特公司推出了數種以AR-10與AR-15為藍本的步槍如.50 BMG口徑的AR-50和改良的AR-180，定名為AR-180B(於2009終止生產)。2000年代中期，阿瑪萊特宣布將踏足手槍市場，推出了AR-24和AR-26(兩者皆停止生產)。
2013年，馬克·威斯特朗將阿瑪萊特售予戰略武裝集團(Strategic Armory Corps)，旗下持有AWC抑制器公司，Surgeon步槍公司，Nexus彈藥公司和麥克米蘭槍械公司。而戰略武裝集團自創立之初的目標即為收購，整合具市場領導地位的槍械工業企業。

## 產品列表
(1954年–1983年)
- AR-1"Parasniper"，7.62×51mm NATO栓動步槍[[[Wikipedia:格式手册/链接#章節|錨點失效]]](1954年，原型槍，沒有進一步的研製)
- AR-3， 7.62×51mm NATO選射戰鬥步槍(原型槍，用以作為步槍設計的藍本)[17]
- AR-5，.22 Hornet栓動[[[Wikipedia:格式手册/链接#章節|錨點失效]]]求生步槍(1954年–1955年，美國空軍用以替換求生步槍)
- AR-7"Explorer"，.22 LR，半自動求生步槍
- AR-9，半自動12號鉛徑散彈槍(1955年，原型槍，AR-17的前身)
- AR-10，7.62×51mm NATO選射戰鬥步槍(1955年–1959年)
- AR-11，.222 雷明登（英语：.222 Remington）選射步槍(原型槍，AR-3的縮小版本)
- AR-12（英语：ArmaLite AR-18#Background），7.62×51mm NATO選射戰鬥步槍[18]
- AR-13，航空器用多管超高初速機槍
- AR-14，.243 Winchester、.308 Winchester或.358 Winchester半自動運動步槍(1956年)[19][20][21]
- AR-15，.223 雷明登選射步槍(AR-10的縮小版本、M16的前身，1956年-1959年生產)
- AR-16，7.62×51mm NATO選射戰鬥步槍(1959–1960)
- AR-17，半自動12號鉛徑散彈槍[22][23]
- AR-18，.223 雷明登選射步槍(AR-16的縮小版本，1962年-1964年生產 )
- AR-180，.223 雷明登半自動運動步槍(民用版本的AR-18)

(阿瑪萊特公司，1996年–現今)
- AR-10B，.308 Winchester半自動步槍(1994年–現今)
- AR-10A，.308 Winchester半自動步槍(2006年–現今)(重新設計的AR-10，大多數零件不與AR-10B共用)
- AR-10 SuperSASS，.308 Winchester半自動狙擊武器系統(2006–現今)
- AR-20，12.7×99mm NATO單發步槍(1998年–1999年)
- AR-22，Mk 19自動榴彈發射器的空包彈擊發裝置(1998年–2008年)
- AR-23，Mk 19自動榴彈發射器的次口徑訓練器材(1998年–2008年)
- AR-24，9×19mm魯格彈手槍(2006–2012)
- AR-30，.308 Winchester、.338拉普麥格農或.300溫徹斯特麥格農栓動步槍(1999年–2012年)
- AR-30A1，.300溫徹斯特麥格農，.338拉普麥格農栓動步槍(2013年–現今) (重新設計的AR-30，大多數零件不與AR-30共用 )
- AR-31，.308 Winchester栓動步槍(2013年–現今)
- AR-50，12.7×99mm NATO單發步槍(1998年–現今)
- AR-180B，5.56×45mm NATO半自動步槍(2001年–2009年)
- M-15，5.56×45mm NATO半自動步槍(1994年–現今)

## 來源
- McElrath, Daniel T. . American Rifleman (National Rifle Association of America). December 10, 2004  [October 20, 2006]. （原始内容存档于2012-01-19）.
- Pikula, Sam (Major), The ArmaLite AR-10, Regnum Fund Press (1998), ISBN 9986-494-38-9
- Walter, John. . Krause Publications. 2006: 34–37. ISBN 978-0-89689-241-5.

## 外部連結
- 官方网站